# 玉井兄弟

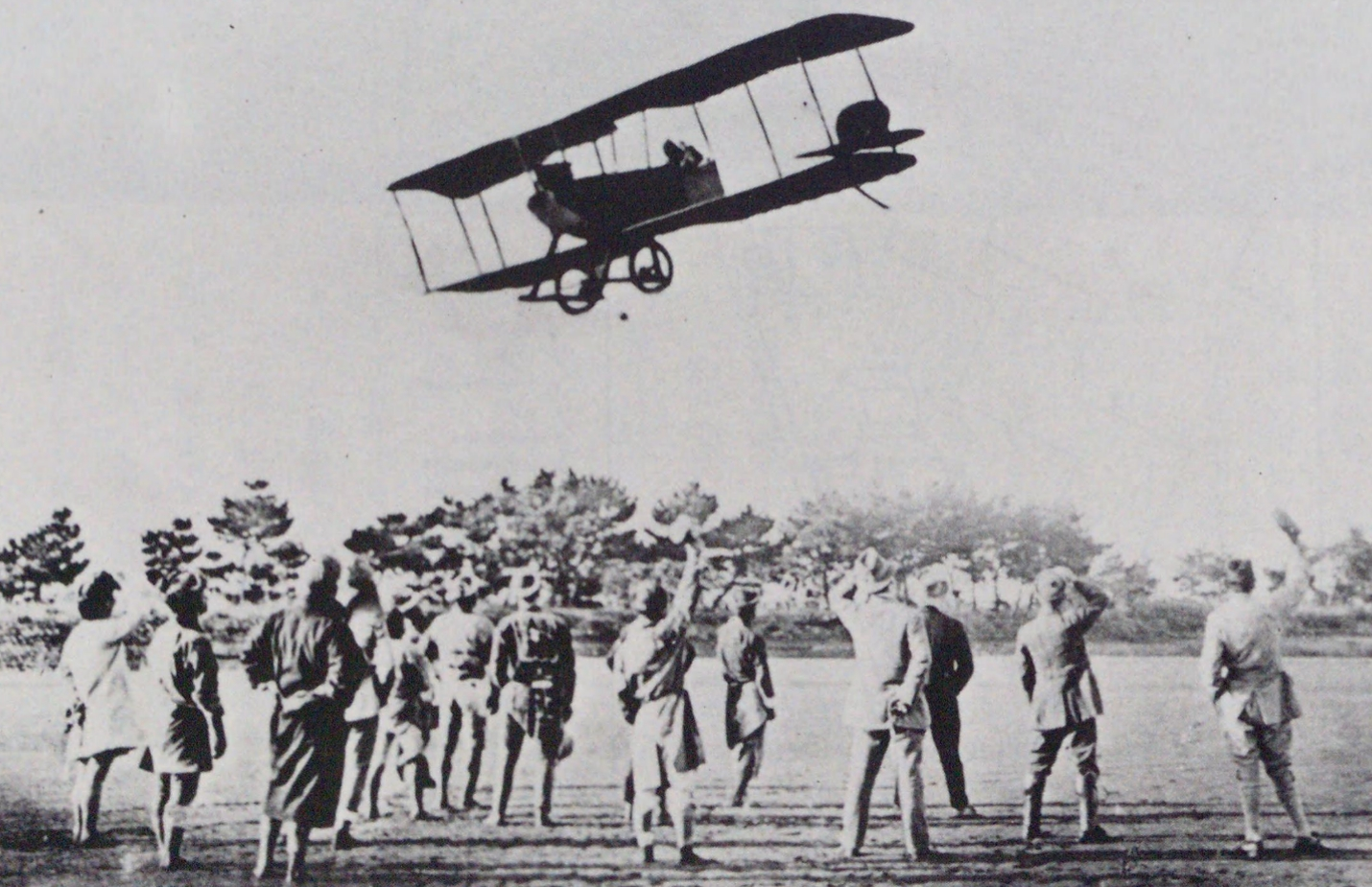
玉井式2号機、川崎の三本ヨシ飛行練習場にて。1916年10月5日、初飛行に成功。

玉井兄弟（たまいきょうだい）は、日本のライト兄弟と言われた飛行家兄弟。兄は清太郎（せいたろう）、弟は藤一郎（とういちろう）。民間航空の草創期に活躍した。三重県四日市浜田町（現在の諏訪栄町）の出身。

## 兄・玉井清太郎
1892年（明治25年）6月11日、織機や製糸機械の製造業を営む織具屋・玉井常太郎の長男として生まれる。日本飛行学校教官。1917年（大正6年）5月20日、自作の新型機にて東京の芝浦海岸を飛行中に墜落。24歳の生涯を閉じる。

## 弟・玉井藤一郎
1894年（明治27年）9月6日生まれの次男。兄が立ち上げた日本飛行学校を手伝う。兄が墜落した翌年の1918年に照高（てるたか）と改名し独立。後に郷里の四日市で兄の追善飛行を行った。1978年（昭和53年）2月11日、東京にて死去。

## 生涯

### 四日市時代
玉井兄弟は浜田尋常小学校（現在の四日市市立浜田小学校）卒業後に家業に従事していたが、兄の清太郎は16歳の時にライト兄弟の成功を知り飛行機製作を決意。2年後の1910年（明治43年）には弟の藤一郎も協力して、ドーバー海峡横断で有名なブレリオ XIの模型を参考にした実物大の自作機・玉井式単葉機を母校浜田小学校の校庭で組み立てた。これは名古屋の飛行家・植田庄太郎から借りた仏製アンザーニ25馬力エンジンを搭載したものだったが、滑走実験を数回行ったものの機体が浮上せず失敗。その後も改良と挑戦を繰り返すがいずれも成功しなかった。
1911年（明治44年）には上京し、公式記録として日本で初めて飛行機で飛んだとされる徳川好敏大尉に会って助言を受ける。その後、山形県鶴岡の発明家・斎藤外市に借りた米製キャメロン空冷式直列型4気筒25馬力エンジンを地上滑走車に取付け、1912年（明治45年）2月に地元四日市の築港埋立地で実験。弟・藤一郎と協力し自宅工場で玉井式飛行機を製作したが、これもまた離陸できなかった。

### 稲毛海岸時代
1912年（明治45年）、清太郎は藤一郎と共に上京を決意。奈良原三次が開き、当時民間飛行家が集う練習場として知られた千葉県稲毛海岸に移り、そこで飛行機の研究を続けた。1912年（大正元年）の11月、稲毛海岸で完成した玉井式1号機は、木製の骨組みに布を張った翼を持ち前述のキャメロン式エンジンを積んだ機体。しかし結局これも飛ぶことはなかった。
清太郎は1912年（大正元年）12月に入隊。徴兵で2年間の軍隊生活を送るが、その間も休日があると所沢の飛行場へ通って研究に余念がなかった。弟の藤一郎はアメリカ帰りの飛行家・野島銀蔵に弟子入りして台湾へ随行するなどし、鳥飼式隼号やカーチス式複葉プッシャー早鷹号の組み立て作業に参加して飛行技術や飛行機製作技術を学んだ。その藤一郎も1914年（大正3年）12月より兄と同じく徴兵で2年間入隊。第一次大戦の勃発により当初の中野電信隊から海軍航空隊に移った清太郎は青島攻略作戦に従軍、1915年（大正4年）1月に除隊した。
除隊後の清太郎は再び千葉県の稲毛海岸で飛行機製造に取り組む。麻布に鉄工所を持ちエンジンの研究を続けていた友野直二から友野式九十馬力の無償貸与を受け、1916年（大正5年）春頃に玉井式日本号（複葉水上機）が完成した。機体を地元に送り、同年8月5日には三重県四日市市の午起海岸で玉井式日本号による「伊勢湾横断飛行」に挑戦。当日はおよそ2万人の大観衆が集まり入場料も徴取。玉井の自作機は水上を滑走したものの、エンジン不具合の為またも離水できずに終わった。

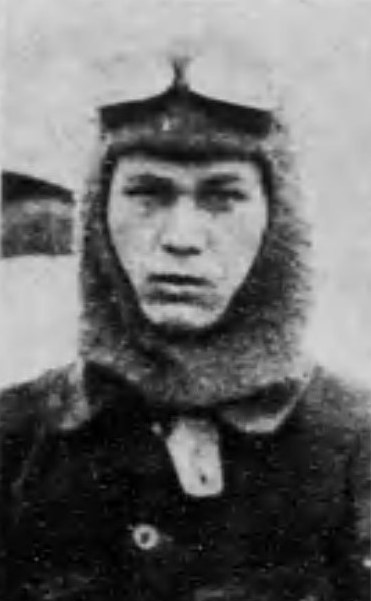
兄・玉井清太郎

### 羽田時代
関東に戻った清太郎は友野直二に誘われ、東京で共に日本飛行機製作所を立ち上げる。また友野を通じ、飛行機に情熱を注ぐが近視で飛行家を断念した相羽有（あいば たもつ）とも出会い、意気投合した二人は共同で、当時穴守稲荷神社の門前町として栄えていた東京府荏原郡羽田町の鈴木新田に、神社のすぐ近くで古くから料亭をやっていた要館の主人・石関倉吉に協力を打診し、元料亭の古い建物を校舎として、隣の建物を機体製作の作業場として借り受けて、「日本飛行学校」を設立。資金を出した相羽が校長として学校運営を務め、清太郎は飛行教官を務める事となった。
1916年（大正5年）10月5日には飛行練習場と定めた多摩川河口の干潟、通称・三本葦（さんぼんよし）でキャメロン25馬力エンジンを搭載した「玉井式2号機」の飛行に成功。これが現在東京国際空港となった羽田の地での初飛行とされる。その後、除隊してきた藤一郎も日本飛行学校の運営に協力。
相羽が編集に関わっていた飛行雑誌で宣伝した甲斐もあって練習生は11名ほど集まったものの、玉井式2号機のエンジンは10分飛ぶと過熱状態となり冷却時間を要するものだったので、飛行学校として新型機を模索。東京帝大出の工学博士、原愛次郎が設計した機体を製作し、前述した山形の斎藤外市から今度は仏製ノーム50馬力エンジンを購入。それを搭載した3人乗りの「玉井式3号機」を1917年（大正6年）5月に完成させた。
同年5月20日、帝都訪問飛行を実施するということでまずは長田練習生を同乗させ東京上空で檄文一万枚を散布。この日3度目の飛行では東京日日新聞の湯浅礼三カメラマン同乗のもと東京上空を旋回。まさに着陸しようとしたその時、空中50メートル付近で起きた機体左翼側支柱ソケット熔接部分の破損が左翼の折損に繋がり、芝浦海岸に墜落炎上。相羽は炎の中から二人を車に収容し三田の松山病院へ向かったが湯浅カメラマンは既に死亡、清太郎も手当の甲斐なく落命した。両氏共に24歳没。機体と唯一の教官を同時に失った日本飛行学校の痛手は大きかった。亡兄の遺志を継いだ藤一郎だったがまだ人に教えるほどの飛行技量は無く、後任の選定が急務となった。

### 照高独立後
後援会の尽力によって何とか後任の教官も見つかり訓練が再開。残された練習生と共に懸命の訓練を続けた藤一郎だったが、台風による1917年（大正6年）10月1日の高潮で東京湾岸の各所に大きな被害が発生。川沿いの格納庫も全壊し機体が流失、日本飛行学校は完全に頓挫した。翌1918年（大正7年）2月には自動車学校事業に光明を見出した相羽と離れ、藤一郎は片岡文三郎をはじめ数人の練習生を連れて独立。日本飛行学校からほど近い多摩川沿いに「羽田飛行機研究所」（日本飛行機製作所付属飛行学校）を設立し、同時に｢玉井照高（てるたか）｣と改名した。
その後、野島銀蔵が引き合わせた京都の粟津実の出資で照高設計の複葉機を作製する。エンジンは青島で押収されたメルセデス・ダイムラー70馬力を購入。故障個所もあったが苦心の上修理して使用した。1919年（大正8年）5月に機体が完成、粟津式青鳥号と名付けられた。照高はこの機で亡兄の追善飛行を行うことに決め帰郷。同年8月25日に試験飛行した後、翌日午後0時4分に築港埋立地よりスタート。200m程滑走して高度2千mに到達した際に山からの危険な気流を感じたので出発地点から約500mの湿地に着陸。その際車輪を取られて機体が仰向けになりプロペラや右下翼などを破損したが照高は無事だった。9月、照高は兄が迎えられなかった25歳の誕生日を迎える。
しばらく機体の修理に追われた照高だったが、10月9日には再び四日市港の築港埋立地で追善飛行に挑む。照高が操縦する青鳥号は三重郡河原田村→四日市港の沖合→三重村坂部→河原田村→四日市市街→四日市港の築港地区のコースを2巡し、およそ25分後に着陸。兄弟の宿願であった郷里での公開飛行をこの時ついに成功させた。なおこの時使用された「粟津式青鳥号」は四日市市立博物館に8分の1のサイズの模型が展示されている。
この翌月に当たる1919年（大正8年）の11月9日、京都訪問飛行を計画した照高は深草練兵場を離陸し京都市街へ向かうが、昼ごろ五条橋の南に差し掛かったところで風に煽られ30メートルの上空から急降下。加茂川原に不時着したが、幸い身体に異常なく機体の損傷もシャフトのみだった。その後青鳥号は京都桂川飛行場で粟津に引き渡される。粟津が所長となり1920年（大正9年）3月に京都で開設した飛行研究所には照高も羽田支部の教官として参加したが後に別れる。同年、照高が設計し日本飛行機製作所（友野鉄工所）で製造した玉井式24型複葉機（ル・ローン120馬力）が完成。翌年5月に東京の洲崎で開催された第2回懸賞飛行競技大会に参加し、速度競技で4等（秒速40m）距離競技で5等 （140km）の記録を残した。
1921年（大正10年）9月12日、27歳の照高と妻ツネとの間に長男・照広が誕生。同年12月には東京羽田から神奈川県鶴見町生麦の埋め立て地を借りて移転。格納庫を建て「玉井飛行場」とした。ここでは陸軍払い下げのニューポール甲式二型機でビラ撒きの宣伝飛行や練習生の訓練を行っている。また京都の粟津飛行研究所を離れた片岡文三郎が再び照高に合流し共同練習などを行った。1923年（大正12年）、9月1日に発生した関東大震災で飛行場にも亀裂が入った上、予定より早く土地の返還を求められたのを機に飛行家を引退。以後は船のエンジン修理などを生業とした。もともと照高は操縦も好きだが、製作の方がより好きだったという。
1966年（昭和41年）にはかつての盟友・相羽有が主催した玉井清太郎没後五十年法要が開催され、藤一郎も参列。この頃の藤一郎は羽田からほど近い京浜急行雑色駅付近に妻と共に居住している。1978年（昭和53年）2月11日、東京で83年の生涯を閉じた。

### エピソード
神奈川の鶴見町で玉井飛行場を運営していた頃、軍から払い下げられた2人乗りのニューポール機に乗った照高はその高い安定性に驚いた。これまで自分が手を焼いてきた手作りのじゃじゃ馬機とは違い、ほとんど手放しで飛行できて飛行機の操縦とはこんなに楽なものだったのかと感嘆している。

## 年表
- 1910年（明治43年）- 清太郎18歳、弟と共に母校小学校で自作飛行機を組み立てる。
- 1912年（大正元年）10月 - 清太郎20歳、千葉県の稲毛海岸で玉井式の海上滑走試験を行うが飛び立てず。
- 1912年（大正元年）12月 - 清太郎、徴兵により2年間の工兵生活開始。
- 1914年（大正3年）12月 - 藤一郎20歳、兄と入れ替わるように徴兵で2年間入隊。
- 1916年（大正5年）8月5日 - 清太郎24歳、地元三重県四日市の午起海岸で玉井式日本号（水上機）による伊勢湾横断飛行を計画するも離水できず。
- 1916年（大正5年）10月5日 - 清太郎24歳、玉井式2号機の初飛行に成功。「日本飛行学校」の創立日となる。
- 1917年（大正6年）5月4日 - 清太郎、玉井式3号機で練習生2人を同乗させ試験飛行成功。
- 1917年（大正6年）5月20日 - 清太郎24歳、湯浅カメラマンと共に玉井式3号機で墜死。
- 1918年（大正7年）- 藤一郎、玉井式2号機と3号機の設計を組み合わせた玉井式5号を製作[注 8]。
- 1918年（大正7年）2月1日 - 藤一郎（23歳）が照高と改名。相羽と別れて「羽田飛行機研究所」を設立。
- 1919年（大正8年）3月 - 粟津式青鳥号が完成。
- 1919年（大正8年）8月26日 - 照高（藤一郎）24歳、地元四日市の築港埋立地で青鳥号に乗り兄の追善飛行を試みるも失敗、機体が破損する。
- 1919年（大正8年）10月9日 - 再び築港埋立地を青鳥号で飛び立ち亡兄の追善飛行を成功させる。
- 1919年（大正8年）11月9日 - 照高は青鳥号で京都訪問飛行に向かう途中失速し不時着。幸い怪我も無く機体も無事だった。
- 1921年（大正10年）1月7日 - 照高（藤一郎）26歳、玉井式24型の完成披露飛行を行う。
- 1921年（大正10年）5月 - 照高（藤一郎）26歳、玉井式24型で洲崎埋立地の第2回懸賞飛行競技大会に参加。
- 1921年（大正10年）12月1日 - 照高（藤一郎）27歳、神奈川県鶴見町生麦の埋め立て地に移転し玉井飛行場を始める。
- 1923年（大正12年）9月 - 照高（藤一郎）、借りていた飛行場の土地を返還し飛行家を引退。
- 1966年（昭和41年）- 相羽有主催の玉井清太郎没後五十年法要が開催され、藤一郎も参列した。